# Acropolis Rally
Die Acropolis Rally (auch Rallye Griechenland genannt) ist eine Rallye-Veranstaltung, die in der Region um Athen seit 1951 ausgetragen wird. Von 1973 bis 2013 war sie dabei auch regelmäßig Bestandteil der FIA Rallye-Weltmeisterschaft.

## Geschichte

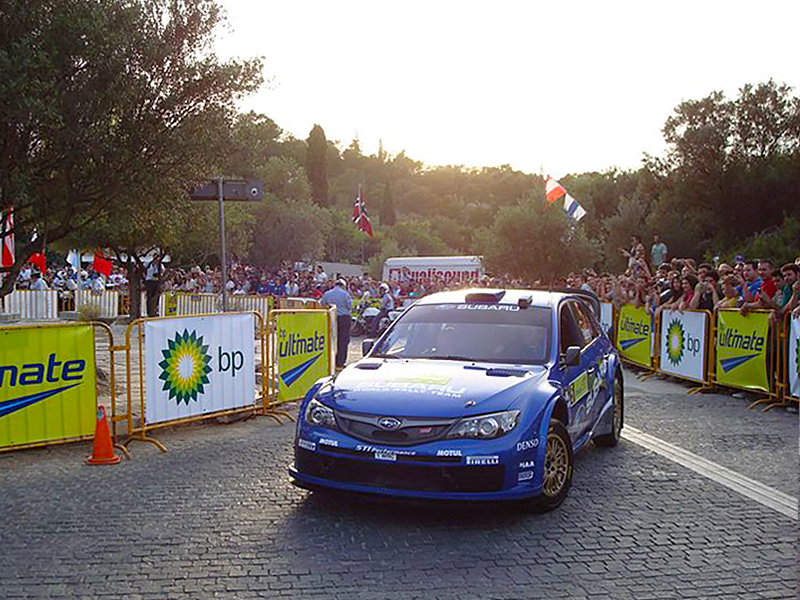
Die kurze Passage durch die Athener Innenstadt 2008

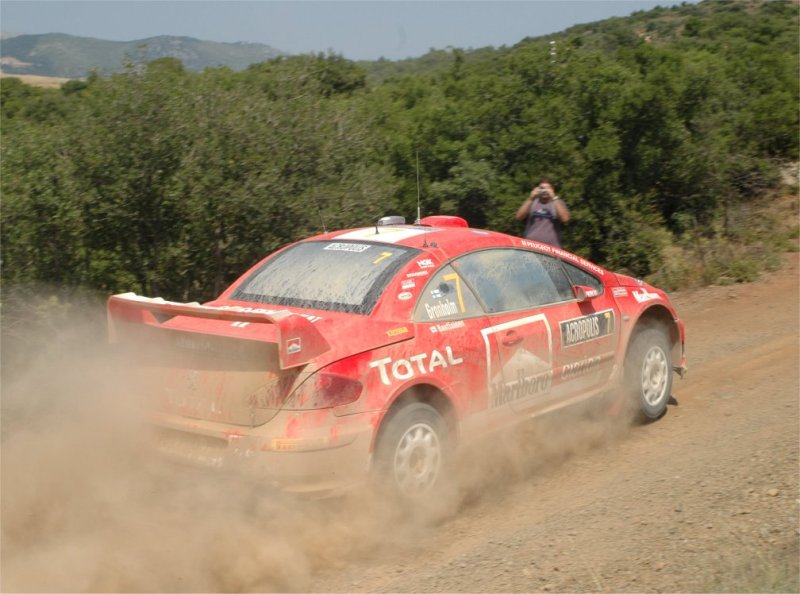
Marcus Grönholm im Peugeot 307 WRC, 2005

Erstmals ausgetragen wurde die Acropolis Rally 1951 und ging auf eine Initiative von Shell zurück, die Strecke war 1923 Kilometer lang. Sie führte quer durch Griechenland über Tropoli, Larissa, Kavala, Thessaloniki nach Athen. 1952 übernahm der Automobilclub ELPA das Rennen und ein Jahr später wurde das Rennen international. 1975 wurde die Qualifikation auf dem Flugplatz Tatoi ausgetragen, seit 2008 befindet sich der Endpunkt dort.

## Strecke
Die Strecke führt über kurvenreiche, steinige Bergstraßen. Die hohen Temperaturen im Hochsommer und der raue Untergrund fordern die Reifen und Motoren der Fahrzeuge gleichermaßen. Seit 2005 wird eine Zuschauer-Wertungsprüfung im Athener Olympiastadion gefahren. Veranstalter der Rallye ist der griechische Automobilclub ELPA.
Seit über 10 Jahren gibt es auch eine Historic Acropolis Rally (und nach dem Sponsor: Mercedes-Benz Historic Acropolis).

## Gesamtsieger
| Jahr   | Rallye                                 | Fahrer                                 | Beifahrer                              | Auto                                   |
| ------ | -------------------------------------- | -------------------------------------- | -------------------------------------- | -------------------------------------- |
| 1952 1 | Rallye ATCG                            | Johnny Pesmazoglou                     | Nicos Papamichael                      | Chevrolet                              |
| 1953 1 | 01. Acropolis Rally                    | Nicos Papamichael                      | S. Dimitrakos                          | Jaguar XK 120                          |
| 1954 1 | 02. Acropolis Rally                    | Johnny Pesmazoglou                     | Kostas Galanis                         | Chevrolet                              |
| 1955 1 | 03. Acropolis Rally                    | Johnny Pesmazoglou                     | M. Papandreou                          | Opel Kapitän                           |
| 1956 1 | 04. Acropolis Rally                    | Walter Schock                          | Rolf Moll                              | Mercedes-Benz 300 SL                   |
| 1957 1 | 05. Acropolis Rally                    | Jean Estager                           | Lucille Estager                        | Ferrari 250 GT                         |
| 1958 1 | 06. Acropolis Rally                    | Luigi Villoresi                        | Ciro Basadonna                         | Lancia Aurelia B 20 GT                 |
| 1959 1 | 07. Acropolis Rally                    | Wolfgang Levy                          | Hans Wencher                           | Auto Union 1000                        |
| 1960 1 | 08. Acropolis Rally                    | Walter Schock                          | Rolf Moll                              | Mercedes-Benz 220 SE                   |
| 1961 1 | 09. Acropolis Rally                    | Erik Carlsson                          | Walter Karlsson                        | Saab 96                                |
| 1962 1 | 10. Acropolis Rally                    | Eugen Böhringer                        | Rolf Knoll                             | Mercedes-Benz 220 SE                   |
| 1963 1 | 11. Acropolis Rally                    | Eugen Böhringer                        | Rolf Knoll                             | Mercedes-Benz 220 SE                   |
| 1964 1 | 12. Acropolis Rally                    | Tom Trana                              | Gunnar Thermanius                      | Volvo PV 544                           |
| 1965 1 | 13. Acropolis Rally                    | Carl-Magnus Skogh                      | Lennart Berggren                       | Volvo Amazon 122S                      |
| 1966 1 | 14. Acropolis Rally                    | Bengt Söderström                       | Gunnar Palm                            | Ford Cortina Lotus                     |
| 1967 1 | 15. Acropolis Rally                    | Paddy Hopkirk                          | Ron Crellin                            | BMC Mini Cooper S                      |
| 1968 1 | 16. Acropolis Rally                    | Roger Clark                            | Jim Porter                             | Ford Escort Twin Cam                   |
| 1969 1 | 17. Acropolis Rally                    | Pauli Toivonen                         | Martti Kolari                          | Porsche 911 S                          |
| 1970 1 | 18. Acropolis Rally                    | Jean-Luc Thérier                       | Marcel Callewaert                      | Alpine-Renault A110 1600               |
| 1971 1 | 19. Acropolis Rally                    | Ove Andersson                          | Arne Hertz                             | Alpine-Renault A110 1600               |
| 1972 1 | 20. Acropolis Rally                    | Håkan Lindberg                         | Helmut Eisendle                        | Fiat 124 Spider                        |
| 1973   | 21. Acropolis Rally                    | Jean-Luc Thérier                       | Christian Delferrier                   | Renault Alpine A110 1800               |
| 1974   | nicht ausgetragen aufgrund der Ölkrise | nicht ausgetragen aufgrund der Ölkrise | nicht ausgetragen aufgrund der Ölkrise | nicht ausgetragen aufgrund der Ölkrise |
| 1975   | 22. Acropolis Rally                    | Walter Röhrl                           | Jochen Berger                          | Opel Ascona 1.9 SR                     |
| 1976   | 23. Acropolis Rally                    | Harry Källström                        | Claes-Göran Andersson                  | Datsun Violet 160J                     |
| 1977   | 24. Acropolis Rally                    | Björn Waldegård                        | Hans Thorszelius                       | Ford Escort RS 1800 MKII               |
| 1978   | 25. Acropolis Rally                    | Walter Röhrl                           | Christian Geistdörfer                  | Fiat 131 Abarth                        |
| 1979   | 26. Acropolis Rally                    | Björn Waldegård                        | Hans Thorszelius                       | Ford Escort RS 1800 MKII               |
| 1980   | 27. Acropolis Rally                    | Ari Vatanen                            | David Richards                         | Ford Escort RS 1800 MKII               |
| 1981   | 28. Acropolis Rally                    | Ari Vatanen                            | David Richards                         | Ford Escort RS 1800 MKII               |
| 1982   | 29. Acropolis Rally                    | Michèle Mouton                         | Fabrizia Pons                          | Audi Quattro                           |
| 1983   | 30. Acropolis Rally                    | Walter Röhrl                           | Christian Geistdörfer                  | Lancia 037 Rally                       |
| 1984   | 31. Acropolis Rally                    | Stig Blomqvist                         | Björn Cederberg                        | Audi Quattro A2                        |
| 1985   | 32. Acropolis Rally                    | Timo Salonen                           | Seppo Harjanne                         | Peugeot 205 Turbo 16 E2                |
| 1986   | 33. Acropolis Rally                    | Juha Kankkunen                         | Juha Piironen                          | Peugeot 205 Turbo 16 E2                |
| 1987   | 34. Acropolis Rally                    | Markku Alén                            | Ilkka Kivimäki                         | Lancia Delta HF 4WD                    |
| 1988   | 35. Acropolis Rally                    | Miki Biasion                           | Tiziano Siviero                        | Lancia Delta Integrale                 |
| 1989   | 36. Acropolis Rally                    | Miki Biasion                           | Tiziano Siviero                        | Lancia Delta Integrale                 |
| 1990   | 37. Acropolis Rally                    | Carlos Sainz                           | Luis Moya                              | Toyota Celica GT-4 (ST165)             |
| 1991   | 38. Acropolis Rally                    | Juha Kankkunen                         | Juha Piironen                          | Lancia Delta Integrale 16V             |
| 1992   | 39. Acropolis Rally                    | Didier Auriol                          | Bernard Occelli                        | Lancia Delta HF Integrale              |
| 1993   | 40. Acropolis Rally                    | Miki Biasion                           | Tiziano Siviero                        | Ford Escort RS Cosworth                |
| 1994   | 41. Acropolis Rally                    | Carlos Sainz                           | Luis Moya                              | Subaru Impreza 555                     |
| 1995 1 | 42. Acropolis Rally                    | Armodios Vovos                         | Konstantinos Stefanis                  | Lancia Delta HF Integrale              |
| 1996   | 43. Acropolis Rally                    | Colin McRae                            | Derek Ringer                           | Subaru Impreza 555                     |
| 1997   | 44. Acropolis Rally of Greece          | Carlos Sainz                           | Luis Moya                              | Ford Escort WRC                        |
| 1998   | 45. Acropolis Rally of Greece          | Colin McRae                            | Nicky Grist                            | Subaru Impreza S4 WRC '98              |
| 1999   | 46. Acropolis Rally of Greece          | Richard Burns                          | Reid Robert                            | Subaru Impreza S5 WRC '99              |
| 2000   | 47. Acropolis Rally                    | Colin McRae                            | Nicky Grist                            | Ford Focus RS WRC '00                  |
| 2001   | 48. Acropolis Rally                    | Colin McRae                            | Nicky Grist                            | Ford Focus RS WRC '01                  |
| 2002   | 49. Acropolis Rally                    | Colin McRae                            | Nicky Grist                            | Ford Focus RS WRC '01                  |
| 2003   | 50. Acropolis Rally                    | Markko Märtin                          | Michael Park                           | Ford Focus RS WRC '03                  |
| 2004   | 51. Acropolis Rally                    | Petter Solberg                         | Phil Mills                             | Subaru Impreza S10 WRC '04             |
| 2005   | 52. Acropolis Rally                    | Sébastien Loeb                         | Daniel Elena                           | Citroën Xsara WRC                      |
| 2006   | 53. Acropolis Rally                    | Marcus Grönholm                        | Timo Rautiainen                        | Ford Focus RS WRC '06                  |
| 2007   | 54. Acropolis Rally                    | Marcus Grönholm                        | Timo Rautiainen                        | Ford Focus RS WRC '06                  |
| 2008   | 55. Acropolis Rally                    | Sébastien Loeb                         | Daniel Elena                           | Citroën C4 WRC                         |
| 2009   | 56. Acropolis Rally                    | Mikko Hirvonen                         | Jarmo Lehtinen                         | Ford Focus RS WRC '09                  |
| 2011   | 57. Acropolis Rally                    | Sébastien Ogier                        | Julien Ingrassia                       | Citroën DS3 WRC                        |
| 2012   | 58. Acropolis Rally                    | Sébastien Loeb                         | Daniel Elena                           | Citroën DS3 WRC                        |
| 2013   | 59. Acropolis Rally                    | Jari-Matti Latvala                     | Miikka Anttila                         | VW Polo R WRC                          |
| 2014 1 | 60. Acropolis Rally                    | Craig Breen                            | Scott Martin                           | Peugeot 208 T16                        |
| 2015 1 | 61. Acropolis Rally                    | Kajetan Kajetanowicz                   | Jarosław Baran                         | Ford Fiesta R5                         |
| 2016 1 | 62. Acropolis Rally                    | Ralfs Sirmacis                         | Arturs Šimins                          | Škoda Fabia R5                         |
| 2017 1 | 63. Acropolis Rally                    | Kajetan Kajetanowicz                   | Jarosław Baran                         | Ford Fiesta R5                         |
| 2018 1 | 64. Acropolis Rally                    | Bruno Magalhães                        | Hugo Magalhães                         | Škoda Fabia R5                         |
| 2021   | 65. Acropolis Rally                    | Kalle Rovanperä                        | Jonne Halttunen                        | Toyota Yaris WRC                       |
| 2022   | 66. Acropolis Rally                    | Thierry Neuville                       | Martijn Wydaeghe                       | Hyundai i20 N Rally1                   |
| 2023   | 67. Acropolis Rally                    | Kalle Rovanperä                        | Jonne Halttunen                        | Toyota GR Yaris Rally1                 |
| 2024   | 68. Acropolis Rally                    | Thierry Neuville                       | Martijn Wydaeghe                       | Hyundai i20 N Rally1                   |

1 kein WM-Status